# Stefan Aust
Pour les articles homonymes, voir Aust (homonymie).
Stefan Aust (né le 1er juillet 1946 à Stade) est un journaliste allemand, rédacteur en chef du magazine Der Spiegel de 1994 à 2008.

## Biographie

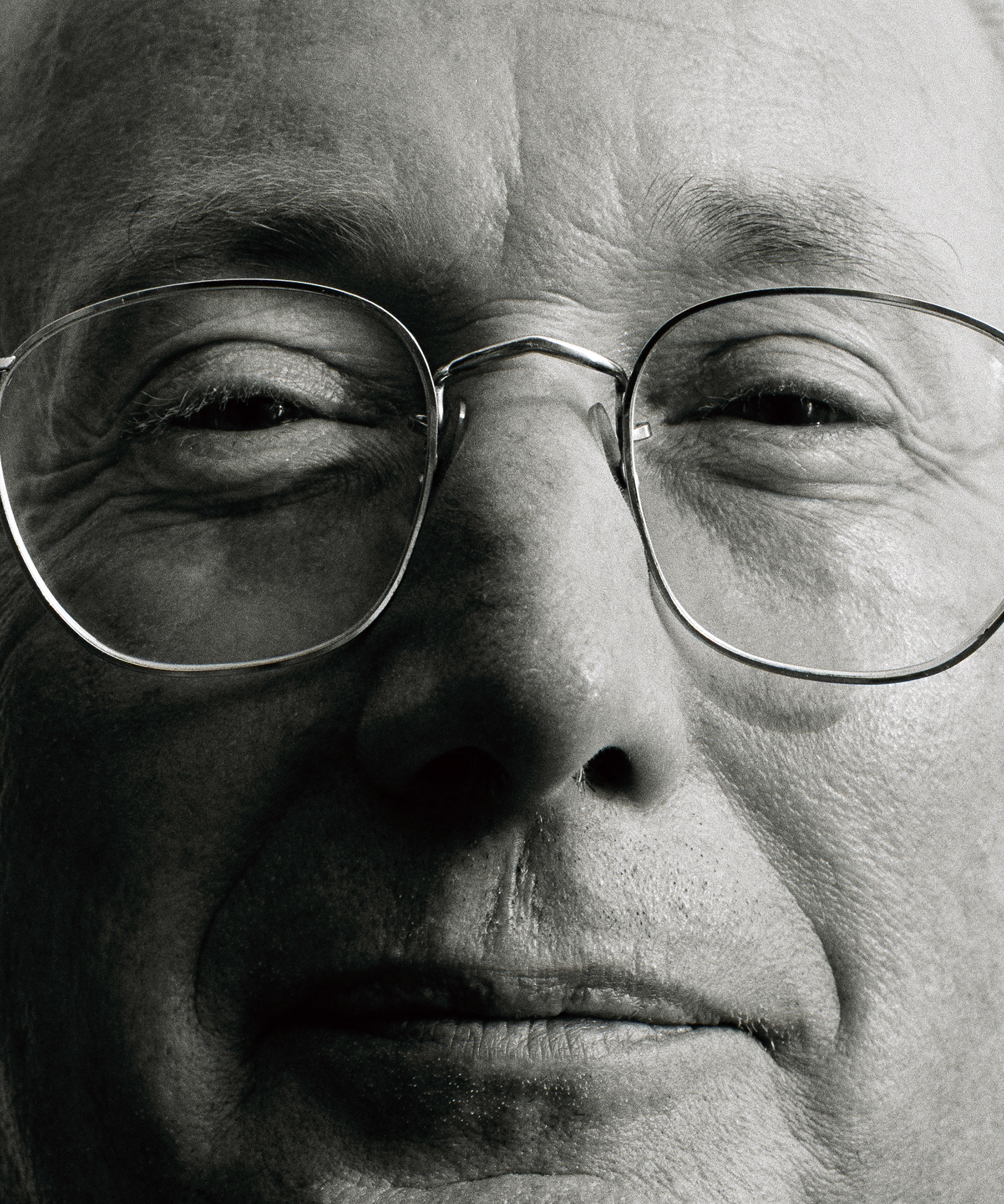
Stefan Aust photographié par Oliver Mark, Hambourg 2005

Ce fils d'agriculteur, après son abitur à l'Athenaeum (de), étudie la sociologie pendant quelques semaines. De 1966 à 1969, il est rédacteur dans les revues Konkret et St. Pauli-Nachrichten (de). En 1970, il est employé par la Norddeutscher Rundfunk.
En septembre 1970, il libère de son propre chef et avec l'aide de Peter Homann (de), un membre de la RAF, les sœurs Regine et Bettina Röhl. Les jumelles sont les filles d'Ulrike Meinhof et de Klaus Rainer Röhl (de), l'éditeur de Konkret, emmenées en Sicile par le groupuscule. Aust les ramène à leur père. Selon une autre représentation, Stefan Aust aurait enlevé dans le cadre d'une action éclair les deux fillettes - qu'Ulrike Meinhof voulait protéger de leur père (pour des raisons inconnues) et qui grandiront auprès de la sœur de Meinhof - et Meinhof reparle au père de ses filles, bien que les avocats de Meinhof eussent déposé plainte dans la bataille judiciaire pour leur garde contre leur transfert provisoire au domicile de Klaus Rainer Röhl.
Andreas Baader, Horst Mahler et d'autres membres l'auraient menacé de le tuer. Il en aurait été informé et s'enfuit.
De 1972 à 1986, il travaille pour le magazine politique Panorama diffusée par la NDR.
En mai 1988, Aust devient le rédacteur en chef de Spiegel TV Magazin. Critiqué à ses débuts, il développe une publication rentable avec des revues et des illustrations. Il est nommé le 16 décembre 1994 rédacteur en chef de Der Spiegel, quittant ainsi le magazine TV. En juillet 1995, il est aussi directeur général de Spiegel TV (de) où il présente régulièrement des émissions.
En mai 2001, il fonde avec la société de production Dctp (de), XXP (de), une série dérivée de Spiegel TV rachetée par Discovery Channel, aujourd'hui remplacée par DMAX. Le 6 juillet 2007, il démissionne de son poste de directeur de Spiegel TV et devient l'éditeur de l'émission.
En octobre 2005, une tension a lieu entre Aust et les actionnaires du journal Der Spiegel et les héritiers du fondateur du journal Rudolf Augstein, lui reprochant la dégradation de leurs rapports. Il s'appuie sur les statuts du magazine qui garantissent l'indépendance journalistique de la rédaction.
On continue de lui reprocher de mêler son travail à des intérêts privés. Ainsi des allégations laissent entendre que, si Der Spiegel a critiqué le programme de développment de l'énergie éolienne, c'est parce que les éoliennes menaçaient l'élevage de chevaux d'Aust. C'est pourquoi Aust a refusé un article de Harald Schumann (de) et Gerd Rosenkranz (de) en faveur de l'énergie éolienne et fait une couverture critique. Schumann parle de "désinformation" et de "propagande" et donne sa démission,.
Le 15 novembre 2007, l'annonce est publiée : les actionnaires de Der Spiegel, en accord et à l'initiative des employés, arrêtent le contrat d'Aust le 31 décembre 2008. On lui reproche « un manque de leadership et d'innovation. » Il est licencié le 5 février 2008. Il est remplacé par Mathias Müller von Blumencron (de), rédacteur en chef de Spiegel Online, et Georg Mascolo (de), directeur de l'édition de Berlin. Aust conteste son licenciement en justice. Le 7 mars 2008, un accord est trouvé entre les deux parties. Le journaliste Hans Leyendecker (de) parle d'une indemnité de quatre millions d'euros.
Depuis début 2009, Aust est le cofondateur et dirige la société de production Agenda Media (de) qui développe des concepts pour les publications, la télévision et le journalisme en ligne, notamment pour le groupe WAZ. Lors des élections fédérales allemandes de 2009, Aust produit et présente avec Sabine Christiansen (de) cinq émissions pour Sat.1. Le 16 juin 2010, ProSiebenSat.1 Media annonce la vente de la société de production, y compris la chaîne d'information N24, à un consortium, auquel Aust participe. Aust devient propriétaire de N24 Media (de) à hauteur de 26 % et son directeur général.
Depuis août 2011, Aust est aussi chroniqueur pour l'hebdomadaire Die Zeit.

## Publications
Depuis 1980, Stefan Aust a écrit de nombreux livres, la plupart de politique :
- Kennwort 100 Blumen – Verwicklung des Verfassungsschutzes in den Mordfall Ulrich Schmücker. Konkret Literatur Verlag, Hambourg, 1980,  (ISBN 3-922144-04-7).
- Hausbesetzer: Wofür sie kämpfen, wie sie leben und wie sie leben wollen. Hoffmann und Campe, Hambourg 1981,  (ISBN 3-455-08765-5), (avec Sabine Rosenbladt).
- Brokdorf: Symbol einer politischen Wende. Hoffmann und Campe, Hambourg 1981,  (ISBN 3-455-08782-5).
- Der Baader-Meinhof-Komplex. Hoffmann und Campe, Hamburg 1985,  (ISBN 3-455-08253-X) (seconde édition 1997,  (ISBN 3-455-11230-7); Taschenbuchausgabe 1998,  (ISBN 3-442-12953-2), völlig überarbeitete und ergänzte Neuausgabe 2008,  (ISBN 978-3-455-50029-5)).
- Mauss – ein deutscher Agent. Hoffmann und Campe, Hambourg, 1988,  (ISBN 3-455-08641-1), (Réédition 1999,  (ISBN 3-442-12957-5)).
- Der Pirat: Die Drogenkarriere des Jan C.. Hoffmann und Campe, Hambourg, 1990,  (ISBN 3-455-08367-6).
- Die Flucht: Über die Vertreibung der Deutschen aus dem Osten. Spiegel-Buchverlag, Hambourg 2002,  (ISBN 3-421-05682-X).
- Der Lockvogel: Die tödliche Geschichte eines V-Mannes zwischen Verfassungsschutz und Terrorismus. Rowohlt, Reinbek 2002,  (ISBN 3-498-00063-2).
- 11. September. Geschichte eines Terrorangriffs. DVA, Stuttgart 2002,  (ISBN 3-421-05656-0), (avec Cordt Schnibben).
- Irak: Geschichte eines modernen Krieges. Spiegel-Buchverlag, Hamburg 2003,  (ISBN 3-421-05804-0), (Hrsg. avec Cordt Schnibben).
- Die Gegenwart der Vergangenheit: Der lange Schatten des Dritten Reichs. DVA, Munich, 2004,  (ISBN 3-421-05754-0), (Hrsg. avec Gerhard Spörl).
- Der Fall Deutschland: Abstieg eines Superstars. Piper, Munich, 2005,  (ISBN 3-492-04831-5), (avec Claus Richter, Gabor Steingart, Matthias Ziemann).
- Wettlauf um die Welt: Die Globalisierung und wir. Piper, v, 2007,  (ISBN 978-3-492-05032-6), (avec Claus Richter, Matthias Ziemann).
- Deutschland, Deutschland: Expedition durch die Wendezeit. Hoffmann und Campe, Hambourg, 2009,  (ISBN 978-3-455-50132-2).
- Mit Konfuzius zur Weltmacht: Das chinesische Jahrhundert. Quadriga, Berlin 2012.  (ISBN 978-3-86995-032-7), (avec Adrian Geiges).

Deux livres ont fait l'objet d'adaptations :
- Der Pirat, un téléfilm réalisé par Bernd Schadewald (de) diffusé en 1997.
- La Bande à Baader, un film réalisé par Uli Edel sorti en 2008.

## Filmographie
Aust a travaillé comme scénariste ou réalisateur de documentaires et de fictions :
- 1976 : Tod in Stammheim (de) – der Weg der Ulrike Meinhof
- 1980 : Der Kandidat – Coscénariste, coréalisation avec Alexander Kluge
- 1982 : Krieg und Frieden – Coscénariste, coréalisation avec Alexander Kluge
- 1983 : Sag Nein – Réalisation
- 1986 : Stammheim – Scénario (Réalisation : Reinhard Hauff ; Ours d'or)
- 1986 : Baader-Meinhof – Scénario et réalisation (Documentaire en deux parties pour la WDR sur la RAF)
- 2005 : Fall Deutschland – Documentaire en trois parties pour Spiegel TV/ZDF (avec Claus Richter (de))
- 2007 : Wettlauf um die Welt – Documentaire en trois parties pour Spiegel TV/ZDF (avec Claus Richter)[16]
- 2007 : Die RAF – Documentaire en deux parties pour ARD (avec Helmar Büchel)
- 2008 : La Bande à Baader - Consultant
- 2009 : Wettlauf um die Welt – Documentaire pour la ZDF (avec Claus Richter)
- 2009 : Auferstanden aus Ruinen – Documentaire pour la ZDF (avec Claus Richter). Titre inspiré de l'hymne national de la RDA : Auferstanden aus Ruinen.
- 2011 : Hitler et ses rançonneurs : quand les nazis échangeaient leurs juifs - Documentaire pour Arte (avec Thomas Ammann)
- 2013 : Les partenariats public-privé : un marché de dupes ?. Documentaire pour Arte (avec Thomas Ammann), 75 min[17]